# 中観部 (大正蔵)
中観部（ちゅうがんぶ）とは、大正新脩大蔵経において、大乗仏教「中観派」の論書や、それに関連した論など「中観思想」に関する書籍をまとめた領域のこと。
『中論』『順中論』『般若燈論釈』『十二門論』『百論』などが含まれる。
第14番目の部であり、収録されている経典ナンバーは1564から1578まで。巻数では30巻（前半）に相当する。

## 構成

### 巻別
- 中観部 第30巻 - No.1564-1578

### 詳細
中観部 第30巻 - No.1564-1578
- 1564.『中論』
- 1565.『順中論』
- 1566.『般若燈論釈』
- 1567.『大乗中観釈論』
- 1568.『十二門論』
- 1569.『百論』
- 1570.『広百論本』
- 1571.『大乗広百論釈論』
- 1572.『百字論』
- 1573.『壹輸盧迦論』
- 1574.『大乗破有論』
- 1575.『六十頌如理論』
- 1576.『大乗二十頌論』
- 1577.『大丈夫論』
- 1578.『大乗掌珍論』